# Setge de Puigcerdà (1873)
La batalla de Puigcerdà fou un conflicte armat que enfrontà les tropes carlines del general Savalls i les Liberals entre el 10 i l'11 d'abril del 1873 a Puigcerdà, en el marc de la Tercera Guerra Carlina.

## Antecedents
El 27 de setembre de 1872, Francesc Savalls va arribar a Puigcerdà, però la vila no es va rendir i les autoritats liberals van donar a la ciutat 200 carrabines, i mitjançant una subscripció popular va comprar dues peces d'artilleria.
Després de la caiguda en mans carlistes de Ripoll i Berga el març de 1873, Puigcerdà va adonar-se que no trigaria gaire a veure's atacada i van demanar reforços que no van rebre.

## Desenvolupament tàctic
El 9 d'abril Francesc Savalls va anunciar novament la seva arribada amb 1.200 homes, entre les faccions de Savalls, Barrancot, Camps i part de la de Tristany. La vila comptava llavors amb 107 militars i 270 vilatans armats amb carrabines, fusells, escopetes de caça, trabucs i espingardes.
La matinada del 10 d'abril, els carlins van arribar a la closa de l'Aguanyil, a 1.200 metres de la vila, i es van dividir en tres columnes: la primera es va dirigir cap al nord-oest, la segona va continuar la carretera fins a prendre possessió de les cases de la Baronia, i la tercera va córrer fins al riu Segre. Tan aviat com els carlins foren detectats pels defensors, aquests van obrir foc sense impedir que els carlistes prenguessin posicions avantatjoses. Una part de la columna que va dirigir-se al Segre va retrocedir per reforçar les columnes que ja atacaven.
A les 6 de la tarda, els carlins van demanar la rendició de la plaça, i en no rebre contestació a l'ultimàtum, van rebre l'ordre d'assaltar la vila. Nombrosos grups van escalar a la vegada tots els horts situats des del punt més baix de l'escorxador fins a la font de les Monges, un punt ben defensat per la seva orografia, però feblement dotada d'efectius, i es va requerir una reserva de 30 soldats que estaven disposats a la plaça Major. Els combats foren acarnissats, i els carlins van obrir un segon front assaltant per la casa Descallar, fins que els defensors van exhaurir les municions de reserva a les 11 de la nit.
Alfons Carles de Borbó va rebre l'avís que Josep Cabrinetty s'acostava des d'Olot per la Collada de Toses, i que els carlins no havien pogut contenir-lo a Prats i Sansor, i la nit del 10 es va retirar a Alp, deixant tres companyies compromeses a Puigcerdà, que a les tres de la tarda van calar foc a diverses cases, fins que a les cinc, les forces de Savalls es van retirar. En la versió dels fets de l'esposa de l'Infant Alfons Carles, Maria de les Neus de Bragança, tanmateix, s'ofereix una versió diferent dels fets que responsabilitza Savalls de la decisió d'abandonar l'assalt de la ciutat.

## Conseqüències
Alfons Carles de Borbó es va dirigir a la venda de la Molina i d'aquí a Castellar de n'Hug. Francesc Savalls es va retirar al Lluçanès deixant la presa de Puigcerdà per més endavant, perseguit de manera implacable per Josep Cabrinetty, a qui finalment derrotà el 9 de juliol del 1873 a la batalla d'Alpens.
Per impedir nous atacs carlins, el coronel Sola va romandre a Puigcerdà quatre dies amb la seva brigada de 2.500 homes, i la ciutat va esdevenir la base de les operacions de la seva columna.